# Livre de sang
Pour plus de détails, voir Fiche technique et Distribution.
Livre de sang (Clive Barker's Book of Blood), est un film dramatique-horreur britannique, réalisé par John Harrison et produit par Clive Barker. Le film met en scène Jonas Armstrong, Sophie Ward et Doug Bradley.

## Synopsis
Wyburd, un tueur à gages tatoueur, enlève un jeune homme dans un restaurant. Il l'emmène à une cabane dans forêt à plusieurs kilomètres. La peau du jeune homme est décorée avec de nombreuses cicatrices en forme de caractères. Wyburd lui fait une offre : « Si tu me racontes ton histoire, ta mort sera rapide ». Celui-ci accepte le plan et raconte son histoire. 
Mary, une enseignante spécialisée en parapsychologie, cherche à percer le mystère d’une maison où une jeune adolescente a été sauvagement assassinée. Elle recrute un de ses étudiants, Simon, pour qu’il communique avec celle-ci. L’esprit semble occuper tout l’espace de la maison. Mary va persister pour trouver l’assassin de la jeune fille...

## Fiche technique
- Titre français : Livre de sang
- Titre original : Clive Barker's Book of Blood
- Réalisation : John Harrison
- Scénariste : John Harrison et Darin Silverman
- Production : Clive Barker
- Société de production : Matador Pictures, Midnight Picture Show
- Langue originale : Anglais
- Pays d’origine :  Angleterre
- Tournage :  Écosse
- Genre : Dramatique, horreur
- Durée : 1 h 40
- Dates de sortie :
  - 13 juillet 2009 au  Canada (Festival international du film FanTasia, Montréal)
  - 20 septembre 2009 sur Syfy aux  États-Unis[1]
  - 28 septembre 2009 au  Royaume-Uni
  - 2 mars 2011 (uniquement en DVD) -  France
- Film interdit aux moins de 16 ans.

## Distribution
- Jonas Armstrong : Simon McNeal
- Sophie Ward : Mary Florescu
- Clive Russell : Wyburd
- Paul Blair : Reg Fuller
- Romana Abercromby : Janie
- Simon Bamford (en) : Derek
- James Watson (en) : Jimmy
- Doug Bradley : Tollington
- Gowan Calder : la mère de Janie
- Graham Colquhoun : le père de Simon
- Marcus McLeod : le père de Janie
- James McAnerney : Dr Nigel Blake
- Charlie McFadden : Joanne
- Jack North : Simon (à 11 ans)
- Isla Stewart : la mère de Simon
- Greig Taylor : Stevie McNeal

## Production
Le film est adapté des livres de Clive Barker Les Livres de sang. Le tournage a eu lieu en Écosse entre décembre 2007 et début 2008. Livre de sang est d'abord sorti au Canada au cinéma pendant le festival Montréal Fantasia le 13 juillet 2009. Il est sorti au cinéma au Royaume-Uni la semaine du 28 septembre 2009. Livre de sang est l'histoire du septième livre de la collection de Barker, à la suite de ces livres il y a eu : Rawhead Rex (sorti en film en 1986) ; The Forbidden (sorti en film en 1992) ; La Dernière Illusion (sorti en film en 1995) ; et The Midnight Meat Train.